# زاغی سبز جاوه‌ای
زاغی سبز جاوه‌ای (نام علمی: Cissa thalassina) نام یک گونه از سرده زاغی‌های دم‌کوتاه است.